# Climent d'Ancira
Climent d'Ancira (Ancira, actual Ankara, Turquia, ca. 258 - 312) va ésser un bisbe de l'època de l'emperador Dioclecià. Va patir martiri a la mateixa ciutat durant les persecucions del període 303-310. Sebollit a Ancira, va ésser venerat, especialment per l'Església Ortodoxa.

## Tradició hispànica
Posteriors tradicions, publicades a Espanya a partir del segle xvi i XVII, amb l'objectiu de vincular el seu diaca Agatàngel de Roma a la ciutat d'Elx, desenvolupen una història diferents, sense cap fonament històric.
Segons ella, va ser detingut i jutjat a Ancira i enviat a Roma, on va ésser jutjat pel mateix emperador. Empresonat, va conèixer Agatàngel de Roma, nascut a Ancira i a qui va batejar. L'emperador va intentar que reneguessin del cristianisme, però no va aconseguir-ho malgrat les tortures a què van ésser sotmesos. Va tornar a ésser enviat cap a Orient, i Agatàngel l'acompanyà. Van anar passant de tribunal en tribunal a Rodes, Ancira, Tars, etc., on eren jutjats, torturats, etc., sense que renunciessin a la seva fe; tot plegat, fins que van tornar definitivament a Ancira, van passar vint anys. Finalment van ser decapitats.
L'esment a aquest origen hispànic es troba per primer cop en cronicons i fonts falsificades, com va ésser habitual en altres llocs durant el segle xvi i XVII, per tal d'atribuir a diverses ciutats el fet d'ésser el lloc de naixement d'un màrtir. En històries d'Elx publicades el 1621 i 1625 no es troba cap esment al sant, completament desconegut a Elx llavors. En 1651 es va publicar a Lleó el Martyrologium Hispanicum de Juan Tamayo de Salazar, cronicó que incorpora abundants llegendes i falsificacions de dades històriques: per primer cop, s'hi parla del naixement de sant Agatàngel a Elx i reelabora la història de Climent. L'obra va ésser ja criticada i qüestionada al segle xviii, però la llegenda va arrelar.